# إنفنيكس نوت 7
إنفنيكس نوت 7 (بالإنجليزية: Infinix Note 7)‏ و Infinix Note 7 Lite عبارة عن هواتف ذكية تعمل بنظام أندرويد تم تصنيعها وإصدارها وتسويقها بواسطة إنفينيكس موبيل كجزء من سلسلة Infinix Note 7. تم الكشف عن الجهاز خلال حدث عبر الإنترنت عُقد في 14 مايو 2020 بسبب جائحة كوفيد-19 كخلفاء لسلسلة Infinix Note 6. وهو الجيل السابع من سلسلة هواتف Infinix Note الذكية.
Note 7 Lite وNote 7 هما الإصدار المحدث من سلسلة Note 6، ويأتي مع ميزات مختلفة، بما في ذلك نظام التشغيل والكاميرا والشاشة والتخزين وسعة البطارية.
تلقى Note 7 مراجعات إيجابية بشكل عام، حيث أشار النقاد في الغالب إلى سعة البطارية الأكبر وجودة الكاميرا الأفضل. ومع ذلك، ينتقد النقاد دقة الشاشة +HD وعدم وجود منفذ USB من النوع C.

## وصلات خارجية
- الموقع الرسمي